# Бессарабія
46°50′00″ пн. ш. 29°00′00″ сх. д. / 46.833333333333° пн. ш. 29° сх. д.
Бессара́бія (також Бесарабія, Басарабія, гаг. Besarabiya; рум. Basarabia; тур. Besarabya; болг. Бесарабия) — історична область у східній Європі між річками Прут, Дністер і гирлом Дунаю та Чорним морем. 70 % площі Бессарабії розміщено на території сучасної Молдови, решта — Україна, а саме землі на крайній півночі (Чернівецький (частково) та Дністровський райони Чернівецької області) та півдні Бессарабії (південна частина Одеської області, також відома як Буджак).

Герб Бессарабської губернії

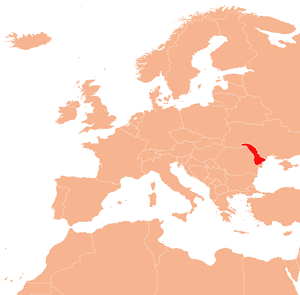
Бессарабія в Європі

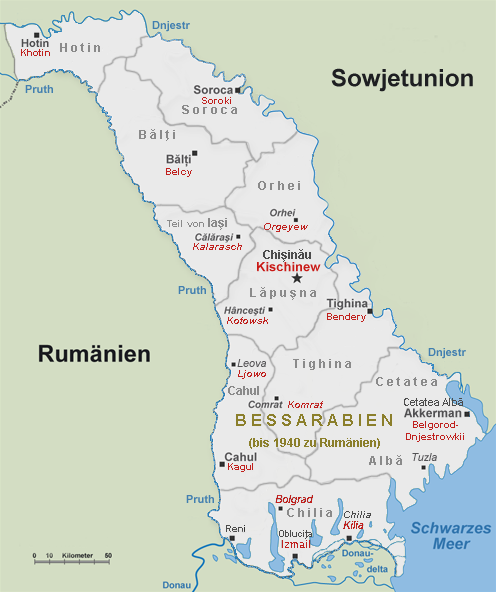
Бессарабія у 1940

Назва «Бессарабія», або «Цара бессарабська», тобто «земля Бессараба», відома з кінця XV — початку XVI століть. У волосько-болгарських грамотах XV століття так називали Волощину разом із Придунайськими землями. Пізніші історичні документи цю назву поширюють і на Буджак та Ногайські степи, які в ранньому середньовіччі населяли уличі.

## Етимологія
За традиційним поясненням назва Бессарабія (рум. Basarabia) походить від імені волоської династії Басарабів, які, як уважається, правили південною частиною цієї території в XIV ст. Проте деякі науковці ставлять під сумнів цю теорію, заявляючи, що:
- ця назва первісно була екзонімом, уживаним західними картографами;
- назву Бессарабія уперше вжили в місцевих джерелах лише наприкінці XVII століття;
- гадку, що вона стосувалася молдовських регіонів при Чорному морі, рішуче відкидав молдовський літописець Мирон Костін;
- плутанину могли спричинити середньовічні західні картографи, хибно інтерпретуючи тогочасні польські згадки Волощини як Бессарабії, як назву окремої ділянки землі між Волощиною та Молдовою[5].

За Димитрієм Кантеміром назву Бессарабія первинно застосовували до частини території на південь від Верхнього Траянового валу, тобто землі, трохи більшої за сучасний Буджак. Це підтверджується іншими історичними даними, згідно яких назва Бесарабія є етнотопонімом, яка походить від народу бесси, який проживав у цій місцевості разом із гетами, а також завезених сюди арабських рабів.

## Історія

### Історична географія
Після анексії задністровської землі Російською імперією Бессарабія включала в себе землі між Прутом та Дністром, а саме Ізмаїльську, Кілійську, Білгородську, Тягинську фортеці, а також повіти, які раніше входили до Молдови по Ясси (місто не входило) та Хотин (фортеця). Межі з півночі були по село Атаки, яке розташоване вище Хотина і до міста Новоселиця на р. Прут, від Новоселиці до м. Рені і звідти до гирла Дунаю. Найважливішими містами того часу були крім зазначених Рені (Томарова), Кишинів, Бєльці, Сорока, Хотин, Флорешти. Білгород, Кілія та Ізмаїл мали порти.

### Бессарабія на географічних картах
Одна із перших карта де міститься термін "Бессарабія".  1550 р. Джакомо Гастальді, Зиґмунд Герберштайн. Карта «DÉSCRIPTIONÉ DÉ LA MOSCOUIA PER GIACOMO GASTALDO PIAMO[N]TESE COSMOGRAPHO IN VENETIA MDL»   (Опис Московщини Джакомо Гастальді, п’емонтійця, космографа у Венеції 1550). Серед українських історико-географічних земель автор виділяє Кодимію (Codimia) між р. Буг та р. Соб та Бессарабію (Bessarabia)..

### Передісторія
Територія Бессарабії була залюднена тисячі років. Культурна спільність Кукутень-Трипілля розквітала тут між VI та III ст. до н. е. Індоєвропейська культура поширилась у регіоні біля 2-го тисячоліття до н. е.

### Античність та Середньовіччя

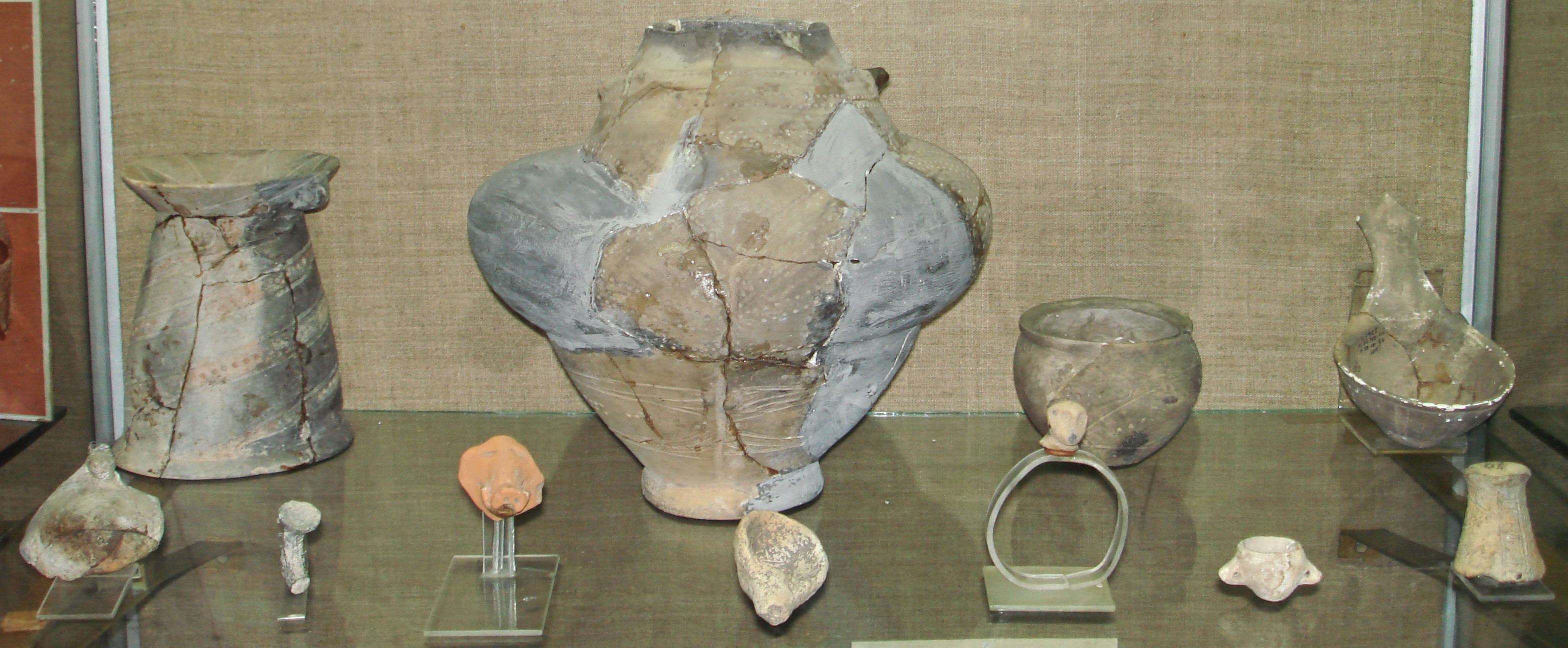
Археологічні знахідки часів трипільської культури на території Бессарабії

В античні часи в Бессарабії жили фракійські племена (див. бесси). У VI ст. до н. е. на ці терени просуваються скіфи зі сходу. У IV ст. до н. е. до Бессарабії з правого берегу Дунаю переселяються гети. У 292 до н. е. р. гети розбили війська македонського правителя Лісімаха, який намагався скорити землі на північ від Дунаю. У I ст. до н. е. Бессарабія входить до складу військового об'єднання гетського правителя Буребісти, а в наступному столітті — до держави даків Децебала. Після воєн даків із Римом 106 року їхню державу долучили до римської провінції Дакія. Бессарабія, однак, залишилася поза сферою римських інтересів.
Протягом ІІІ—VI століть до Бессарабії переселялися племена готів, слов'ян, гуннів, болгар, аварів. Тут оселилися слов'янські племена уличів та тиверців. У IX—X століттях південь Бессарабії був частиною Першого Болгарського царства, однак після походів Святослава на Дунай Бессарабія потрапила під владу київських, пізніше — галицько-волинських князів. У південній Бессарабії кочували печеніги та половці. З ХІІІ століття тут оселяються татари. У Південній Бессарабії на березі Чорного моря, на місці руського міста Білгорода (нині — Білгород-Дністровський) засновано італійську фортецю Монкастро. Наприкінці XIV — початку XV століть землі Південної Бессарабії були відвойовані у татар правителями Молдавського князівства. Наприкінці XV століття на територію Бессарабії проникають війська Османської імперії. У 1484 р. вони захопили Монкастро (рум. Четатя-Алба, тур. Аккерман), а 1531 року скорили Молдову. Під владу Туреччини потрапила й Північна Бессарабія з Хотинською фортецею.

### Нові часи
Протягом XVI — І половини XVII століть населення Молдові піднімає декілька повстань проти османського панування. У середині XVI століття у Бессарабію здійснювали походи козацькі загони на чолі з Дмитром Вишневецьким (1553, 1564), І. Свірговським (1574), Іваном Підковою, (1577), Северином Наливайком (1594). У період національно-визвольної війни українського народу під проводом Б. Хмельницького 1648—1657 відбулися Молдовські походи 1650 і 1652. Після зруйнування в 1775 Запорізької Січі козаки заснували на півдні Бессарабії Задунайську Січ.
За Бухарестським мирним договором 1812 року Бессарабія увійшла до складу Російської імперії, спочатку в статусі намісництва, а пізніше — губернії. У цей час територію Бессарабії активно заселювали колоністи з багатьох європейських країн.
Дивись також Первинні поселення бессарабських німців.

### XX століття

Другий прапор Молдавської Демократичної Республіки

Прапор Сфатул Церій.

Лютнева революція 1917 року в Росії спричинила посилення українського національного руху. В Бессарабії почали створювати українські школи, організовували осередки «Просвіти». Українське населення тієї частини Бессарабії, де українці становили більшість, домагалися від Генерального секретаріату УЦР—УНР приєднання цих земель до Української Народної Республіки. У середині січня 1918 року, за домовленістю з командувачем Румунського фронту генералом Д. Щербачовим, румунські війська зайняли територію Молдовської Демократичної Республіки. В умовах румунської окупації крайовий парламент Сфатул Церій (Рада Країни) проголосив 25 листопада 1918 приєднання Молдовської Демократичної Республіки до Румунського королівства. Проти цього рішення виступили українські депутати В. Цеганко, Чумаченко, Панцір, Прічницький та інші, за що були заарештовані і розстріляні. Українське населення Бессарабії на багатотисячних мітингах і зборах протестувало проти анексії Королівством Румунія українських етнічних земель у Бессарабії: Аккерманщини, Ізмаїльщини (Південна Бессарабія) та Хотинщини (Північна Бессарабія). На початку січня 1919 року на Хотинщині вибухнуло народне повстання проти румунських окупантів, яке було жорстоко придушене регулярними військами (Хотинське повстання 1919).

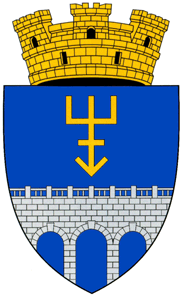
Герб міста Єдинці.

28 жовтня 1920 року країни Антанти (Велика Британія, Французька республіка, Королівство Італія та Японська імперія) підписали з Королівством Румунія «Бессарабський протокол», який віддавав Бессарабію Румунії. США зайняли окрему позицію, відмовившись підписувати Бессарабський протокол як такий, що суперечить міжнародному праву. «Уряд, — наголосив 12 червня 1920 року державний секретар США Б. Колбі, — в жодному разі не може бути учасником міжнародного договору, що передбачає розчленування Росії».
У вересні 1924 року в Бессарабії вибухнуло організоване комуністами Татарбунарське повстання , яке завершилося розправою над учасниками виступу та політичним процесом (1925) у Кишиневі над керівниками повстання.
1924 року на території УСРР утворили Молдавську АРСР — з прозорими претензіями більшовицького уряду на контроль над Бессарабією.
1935 року українське населення Аккерманщини постраждало від голоду, який спричинила сильна посуха. Тоді на Буковині утворили Комітет Допомоги постраждалим.
1940 року за пактом Молотова — Ріббентропа Бессарабія була окупована СРСР. Південну (Аккерманський та Ізмаїльський повіти) і північну Бессарабію (Хотинський повіт) приєднали до Української РСР, а решту (сучасна Республіка Молдова) об'єднали з Молдавською АРСР i перетворили на нову союзну республіку — Молдавську РСР. Водночас деякі райони колишньої Молдавської АРСР (зокрема місто Балта) було залишено за УРСР.
Під час Німецько-радянської війни Бессарабію зайняли румунські війська маршала Антонеску і перетворили на губернаторство Бессарабія, яке проіснувало до серпня 1944 року, після чого зайняте Радянською армією воно знову увійшло до складу СРСР із відновленням на цих землях адміністративного поділу 1940 року (Молдавська РСР, Ізмаїльська область і частина Чернівецької області УРСР). Протягом 1940-х років у колишні німецькі села на півдні Бессарабії депортували мешканців поселень із території розширюваного Яворівського військового полігону (Львівська область).

## Одяг жителів Бессарабії
Національні строї простого народу Бессарабії були подібні на український: напівкаптани з поясом, черкеска з прорізними рукавами (інколи і без прорізів), широкі та вузькі штани, чоботи, ходаки, шапка з сивого каракуля.

## Адміністративно-державні утворення на теренах Бессарабії

### У добуКиївської Русі

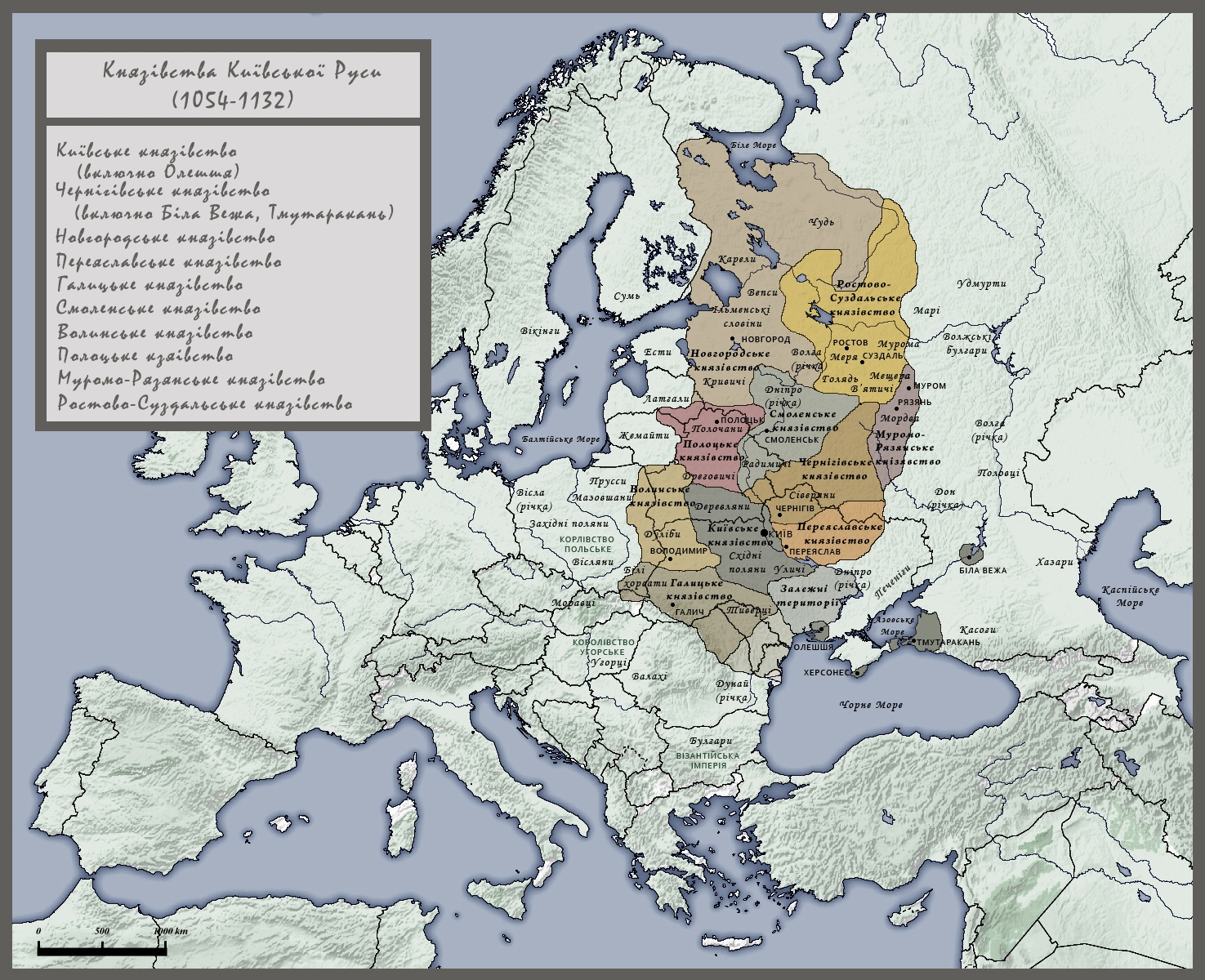
Бессарабія у складі Галицького князівства.

- Племінні союзи уличів і тиверців[9][10]. Племінний центр уличів — Пересічень[9], сучасне село Пересечине[9].
- Королівство Руси[9][10].
- Берладське князівство

### За часів незалежної України (1918р.)
- За часів УНР: після тривалого обговорення рішення про приєднання до України було ухвалено на земських зібраннях п'яти з восьми повітів Бессарабії: Аккерманському, Бендерському, Ізмаїльському, Сороцькому і Хотинському[11].
- За часів Української Держави: міністр закордонних справ Дмитро Дорошенко вважав, що уряд Української Держави повинен «настоювати на приналежності політично–автономної Бессарабії до Української Держави, до чого вона, Україна, має всі права і чого бажає величезна більшість Бессарабії»[12]. Повіти Хотинський, Сороцький, Оргіївський та Більцівський мали увійти до складу Подільської губернії, а Бендерський, Аккерманський і Ізмаїльський до складу Херсонської губернії.
- Реально влада незалежної України на Бессарабію не розповсюджувалася. З грудня 1917 року край поступово окупували румунські війська.

### У складіРумунського королівства
- У 1938—1940 рр. Північна Бессарабія була об'єднана з усією Буковиною (Північною та Південною), у єдиний цинут Сучава.
- У 1941—1944 рр. цинут Сучава цілком був частиною Губернаторства Буковина з центром у Чернівцях. До жудецю Хотин губернаторства, крім українських, належали й дві молдовські пласи — Бричани і Липкани.

### Під часрадянської окупації
- При утворенні у 1924 р. Молдавської АРСР було оголошено, що вся окупована Румунією Бессарабія є де-юре частиною автономної Молдавії у складі Української РСР[13].
- Після анексії Радянським Союзом Бессарабії у Румунії, у період 2—10 липня 1940 р. вся Бессарабія вважалась частиною Української РСР[14].
- По утворенні Молдавської РСР 2 серпня 1940 р. до складу УРСР відійшли цілком Аккерманський, Ізмаїльський і Хотинський повіти Румунського королівства, які стали частинами Чернівецької та Аккерманської областей УРСР. 4 листопада 1940 р., згідно з Указом Президії Верховної Ради СРСР республіканський кордон між Україною та Молдовою був дещо змінений, та набув приблизно сучасного вигляду.

## Відомі українці, пов'язані з Бессарабією життям та працею
Дмитро Вишневецький (1517—1564) — козацький ватажок, молдовський господар (1563 р.). Ходив з козаками походом у Бессарабію у 1553 та 1564 рр.
Іван Підкова (1533—1578) — козацький гетьман, молдовський господар (1577—1578 рр.). Ходив з козаками походом у Бессарабію 1577 р.
Іван Мазепа (1639—1709, Варниця, Османська імперія) — український гетьман, борець за незалежну Україну. Помер та був похований у селі Варниця, неподалік від Бендер. На місці колишньої могили тепер знаходиться пам'ятний знак з написом: «На цьому місці 22 вересня 1709 року помер гетьман України Іван Мазепа».
Нечуй-Левицький Іван Семенович (1838—1918) — український письменник, класик української літератури. У 1873—1885 рр., після того, як відмовився брати участь в русифікаторських діях російського уряду у Польщі, працював у Кишинівській чоловічій гімназії викладачем російської словесності, та очолював українофільський гурток прогресивно настроєних учителів, які на таємних зібраннях обговорювали гострі національні та соціальні проблеми. У той час І. Левицький, який пропагував у Кишиневі українську літературу, потрапив під таємний нагляд жандармерії. Саме на «бессарабський» період припадає розквіт літературної та публіцистичної творчості Нечуя-Левицького. Тут він пише працю «Про непотрібність великоруської літератури для України та Слов'янщини», повісті «Микола Джеря», «Кайдашева сім'я», роман «Хмари» та інші твори. Життя кишинівської української інтелігенції висвітлено Нечуєм-Левицьким в повісті «Над Чорним морем» [Архівовано 26 грудня 2015 у Wayback Machine.]. Приділяв письменник увагу і проблемам життя українського населення Бессарабії:
|  | На Бассарабії не було такої панщини, як на Україні. Люди одробляли панам за поле, але пани не мали права продавати й купувать людей. Бессарабські пани з великою охотою приймали на свої землі українських утікачів, бо в їх було землі багацько, а людей мало. Сюди втікали за часів панщини українці з Поділля, з Київщини, з Херсонщини і навіть з-за Дніпра, з Полтавщини. Вони оселялись в Акерманщині, у Бендерщині, і навіть між молдаванами скрізь по Бассарабії. |

Коцюбинський Михайло Михайлович (1864—1913) — український письменник, класик української літератури. У 1892–1896 рр. — працював у складі Одеської філоксерної комісії, яка боролася зі шкідником винограду на території колишнього Новоросійського генерал-губернаторства. Робота в селах Бессарабської губернії дала йому матеріал для написання циклу «молдовських» оповідань. В цьому циклі Коцюбинський не лише змальовує життя молдовських селян («Пе-Коптьор», «Відьма»), але й побут місцевих українців-руснаків («Посол від чорного царя»), українців-заробітчан («По-людському»), та української інтелігенції («Для загального добра»).
Шелухін Сергій Павлович (1864—1938) — український учений-юрист, дипломат, державник, міністр судових справ Української Народної Республіки. У 1892—1902 рр. був прокурором Кишинівського окружного суду. Багато його статей та нарисів було надруковано у часопису «Бессарабець».
Болбочан Петро Федорович (1883—1919) — український військовий діяч, полковник Збройних сил Української Держави, командувач Запорізьким корпусом, який звільнив Лівобережну Україну (зокрема Полтаву, Харків), та Кримський півострів від більшовицьких окупантів під час першої радянсько-Української війни. Народився в селі Геджеу (нині — Ярівка) Бессарабської губернії. Вбитий за наказом Симона Петлюри за політично вмотивованою справою про нібито державний переворот в Директорії УНР.
Гулий-Гуленко Андрій Олексійович (1886—1927) — військовий діяч Української Народної Республіки. Керівник Кишинівського повстанського комітету з підготування повстання в Україні проти більшовиків 1921 року. Командир Бессарабської групи військ під час Другого зимового походу.
Лещенко Петро Костянтинович (1898—1954) — відомий співак українського походження. Народився в Україні, але в 9-місячному віці був перевезений матір'ю до Бессарабії (м. Кишинів), де й провів більшу частину юнацьких років. Після окупації Бессарабії Румунією 1918 року, автоматично набув румунського громадянства, та пов'язав з цією країною свою долю. Часто гастролював у Бессарабії, наприклад в Бендерах. Мав у репертуарі українські пісні — «Комарик», «Карі очі».
Порошенко Петро Олексійович — український політик, підприємець, п'ятий президент України (2014—2019). Народився 26 вересня 1965 року в Болграді Одеської області.

## Пам'ятний знак на місці смерті Івана Мазепи у Варниці

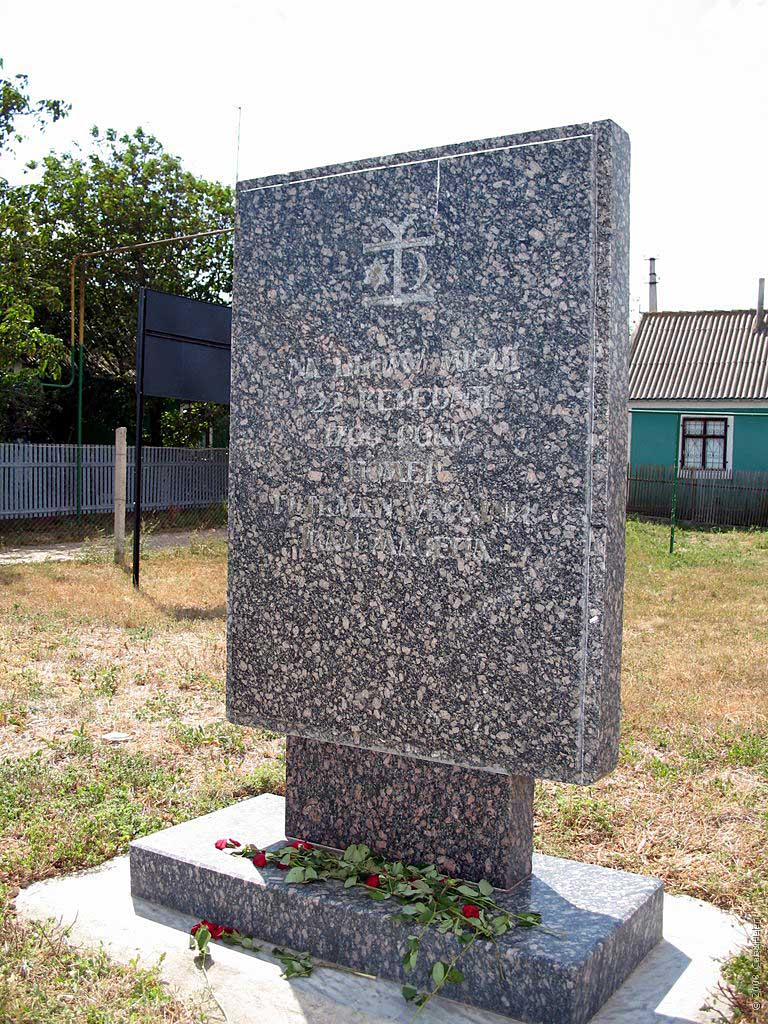

## Транспортне сполучення Бессарабії
В українську Бессарабію курсує поїзд Одеса — Ізмаїл/Березине. Також з 23 вересня 2016 року для збереження та розвитку зв'язків з колишньою Ізмаїльською областю, для розвитку туризму тощо курсуватиме щоденний поїзд Київ-Ізмаїл.